# Jacques Butraud
Jacques Butraud, né le 13 juillet 1770 à Rochefort (Charente-Maritime), mort le 6 juin 1826 sans laisser de descendance, à Auteuil près de Paris, est un général français de la Révolution et de l’Empire.
Sixième enfant d'une famille de huit, son père Pierre Butraud est originaire du sud Vendée (Le Gué-de-Velluire) et s'est établi à Rochefort comme maître boulanger. Sa mère, native de Rochefort, se nomme Magdelaine Grésil.

## État de service
Il entre en service comme volontaire dans la Garde nationale de Rochefort le 7 août 1789, il devient sous-lieutenant le 29 septembre 1791, lieutenant le 21 octobre 1793 et il obtient son brevet de capitaine le 29 janvier 1796.
Le 3 mars 1809, il est nommé chef de bataillon, et le 20 mars 1810, il est envoyé à l'armée d'Espagne. Il est fait chevalier de la Légion d'honneur le 29 juin 1810, et le 18 août suivant il est de retour en France. Il est élevé au grade de colonel à la suite le 3 octobre 1810. Le 1er juillet 1811, il commande le 2e bataillon du 1er régiment d'artillerie de marine à Anvers, et le 15 mars 1812, il commande le 3e régiment d'artillerie de marine.
Il est promu Général de brigade le 4 août 1813, et il commande la 2e brigade de la 43e division du 14e corps de la Grande Armée le 5 août suivant. Il est créé baron de l'Empire le 9 octobre 1813, et il est fait prisonnier le 11 novembre 1813.
De retour en France en juin 1814, il est mis en non-activité le 1er septembre 1814, et il est fait chevalier de Saint-Louis le 14 septembre 1814.
Pendant les Cent-Jours, il est nommé commandant du département de la Charente-Inférieure le 22 avril 1815, et commandant supérieur de Rochefort en juillet 1815.
Au retour des Bourbons, il reprend le commandement du département de la Charente-Inférieure le 10 août 1815, et il est mis en non activité le 27 janvier 1816. Il est promu officier de la Légion d'honneur le 17 mai 1819, et il est compris comme disponible le 1er avril 1820.
Il meurt le 6 juin 1826 à Auteuil, près de Paris, dans la maison de santé du Docteur Dardonville. Il ne laisse aucune descendance..

## Décorations, titres, honneurs...
- Baron de l'Empire le 9 octobre 1813 ;
- Ordre royal et militaire de Saint-Louis :
  - Chevalier le 14 septembre 1814.
- Légion d'honneur
  - Chevalier de la Légion d'honneur le 29 juin 1810
  - Officier de la Légion d'honneur le 17 mai 1819.

## Armoiries
| Figure | Blasonnement |
|        | Armes du baron Butraud et de l'Empire. Ecartelé ; au premier d'azur, au luth en bande, d'or ; au deuxième des barons tirés de l'armée ; au troisième de gueules au tube de canon, en pal, d'argent ; au quatrième d'azur à trois boulets en pile, un et deux, d'or, soutenus du même. |

## Source
- Service Historique de l'Armée de Terre – Fort de Vincennes – Dossier S.H.A.T. Côte : 8 Yd 1 537.
- « Cote LH/398/34 », base Léonore, ministère français de la Culture
- Archives départementales de Charente Maritime - Registres paroissiaux de Rochefort
- Archives Nationales, Paris, "Inventaire après le décès de M. Butraud (12 septembre 1826) ref MC/ET/XCVII/762
- (pl) « Napoléon.org.pl »
- Vicomte Révérend, Armorial du premier empire, tome 1, Honoré Champion, libraire, Paris, 1897, p. 155.